# Anton Flatz
Anton Flatz (* 29. März 1930 in Schwarzenberg) ist ein ehemaliger österreichischer Politiker (ÖVP) und Landwirt. Er war von 1959 bis 1969 Abgeordneter zum Vorarlberger Landtag.

## Ausbildung und Beruf
Flatz besuchte acht Jahre lang die Volksschule Schwarzenberg und absolvierte zwischen 1948 und 1949 die landwirtschaftliche Fachschule Mehrerau. Er war von 1946 bis 1954 beruflich als Hirte tätig und arbeitete danach von 1954 bis 1962 im elterlichen, landwirtschaftlichen Betrieb mit. 1962 übernahm er den Hof von seinem Vater, den er bis zur neuerlichen Hofübergabe 1997 führte. 

## Politik und Funktionen
Flatz trat 1952 dem Bauernbund und der Österreichischen Volkspartei bei und übernahm bereits 1953 die innerparteiliche Funktion des Ortsparteiobmanns der ÖVP Schwarzenberg. Flatz, der diese Funktion bis 1988 innehatte, war zudem von 1960 bis 1993 Mitglied der Gemeindevertretung von Schwarzenberg, zwischen 1965 und 1985 Mitglied des Gemeinderates und von 1965 bis 1975 Vizebürgermeister von Schwarzenberg. Auf Landesebene wirkte er zudem von 1959 bis 1969 als Mitglied der Landesparteileitung der ÖVP Vorarlberg sowie Mitglied des Landesparteirates, ab 1960 war er auch Mitglied des Landesbauernrates Vorarlberg. Zudem war er ab 1954 Vorstandsmitglied des Bezirksbauernbundes Bregenzerwald. Flatz war zudem Gründungsmitglied des Seniorenbundes Schwarzenberg und von 1989 bis 1999 dessen Obmann. 
Im Landtag vertrat er als Abgeordneter des Wahlbezirkes Bregenz die ÖVP vom 29. Oktober 1959 bis zum 28. Oktober 1969, wobei er Mitglied im Rechts- und Immunitätsausschuss, Mitglied im Landwirtschaftlichen Ausschuss und zuletzt auch Mitglied im Volkswirtschaftlichen Ausschuss war. 
Neben seinen politischen Funktionen und Mandaten war Flatz von 1969 bis 1982 auch Vorstandsmitglied der Sennerei Schwarzenberg, von 1966 bis 1998 Mitbegründer und Obmann der Sennerei Brittenberg und der Güterweggenossenschaft Schwarzenberg-Brittenberg. Zudem war er als Obmann der landwirtschaftlichen Fachschüler Absolventen Mehrerau für den Bezirk Bregenzerwald aktiv sowie Mitglied des Pfarrgemeinderates Schwarzenberg.

## Privates
Anton Flatz ist der Sohn des Landwirts Alois Flatz (1898–1966) und dessen Gattin Katharina Flatz (1902–1953), geborene Greber. Er heiratete 1973 die gebürtige Südtirolerin Rosa Rastner (* 1935) und wurde 1974 Vater einer Tochter. 

## Auszeichnungen
- Ernennung zum Ökonomierat (1987)
- Ehrenmitglied des Bauernbundes Bregenzerwald (1987)
- Verdienstzeichen der Gemeinde Schwarzenberg (1994)
- Ehrenobmann des Seniorenbundes Schwarzenberg (2007)
- Ehrenring der Gemeinde Schwarzenberg (2009)